# Horyń (stacja kolejowa)
Horyń (biał. Гарынь, ros. Горынь) – stacja kolejowa w miejscowości Rzeczyca, w rejonie stolińskim, w obwodzie brzeskim, na Białorusi. Leży na linii Równe – Baranowicze – Wilno. W pobliżu znajduje się stolica rejonu Stolin. Nazwa pochodzi od pobliskiej rzeki Horyń.
Stacja istniała przed II wojną światową. Od upadku Związku Sowieckiego Horyń jest białoruską stacją graniczną na granicy z Ukrainą.